# Platyura
Platyura is een muggengeslacht uit de familie van de Keroplatidae. De wetenschappelijke naam van het geslacht is voor het eerst geldig gepubliceerd in 1803 door Johann Wilhelm Meigen.
De muggen hebben een klein hoofd, ovaal in dwarsligging; ovale ogen en drie ongelijke ocelli. De voelsprieten zijn even lang of langer dan hoofd en thorax samen.
Dit geslacht komt voor in het Nearctisch gebied en het Palearctisch gebied. Platyura marginata komt voor in België en Nederland.
Vele soorten die oorspronkelijk bij Platyura of een van haar ondergeslachten werden ingedeeld, zijn nadien in aparte geslachten ondergebracht. Frederick Wallace Edwards bijvoorbeeld, voorzag niet minder dan veertien ondergeslachten van Platyura van een naam die een anagram is van Platyura: Lapyruta, Laurypta, Lutarpya, Lyprauta, Plautyra, Pyratula, Pyrtaula, Ralytupa, Rutylapa, Rypatula, Taulyrpa, Truplaya, Tylparua, Urytalpa.

## Soorten
- Platyura africana Lundstrom, 1916
- Platyura conjuncta Loew, 1850
- Platyura johnsoni Evenhuis, 2006
- Platyura manteri (Johnson, 1931)
  - = Apemon manteri Johnson, 1931
- Platyura marginata Meigen, 1804
- Platyura maudae Coquillett, 1895
- Platyura nigricoxa (Okada, 1937)
  - = Apemon nigricoxa Okada, 1937
- Platyura nigriventris Johannsen, 1910
- Platyura pectoralis Coquillett, 1895
- Platyura pulchra Williston, 1893
- Platyura willistoni Laffoon, 1965